# Leptixys deserti
Leptixys deserti là một loài tò vò trong họ Ichneumonidae.